# نشنال کار رنتال
نشنال کار رنتال (انگلیسی: National Car Rental) شرکت اجاره خودرو آمریکایی است، که در سال ۱۹۴۷ تأسیس شد.